# Walker47
『Walker47』（ウォーカーフォーティセブン）は、2014年6月16日に始まった株式会社KADOKAWAと株式会社Walker47が運営するスマートフォン向けの地域情報メディアサービスの名称である。
ただ、2015年1月13日に、KADOKAWAが運営する「Walkerplus」と統合し、この「Walker47」はサービス終了となったが、これまでの「Walker47」の内容の一部は、「Walkerplus」へ移管した上で、地域編集長によるご当地情報については、今後も「Walkerplus」の中の地域トピックスにて発信していくことになった。
運営会社の株式会社Walker47は、「Walker47」サービス開始前に株式会社KADOKAWAの会社分割によって設立されたが、サービス終了後にKADOKAWAが吸収合併し解散した。

## サービス概要
このサービスは、スマートフォン向けのWebサービスとして、全国1952地域・1200名の「地域編集長」がつづる、いわば、細分化された「地域密着型の情報」をお届けするもの。なお、将来的にはこの「地域編集長」は2000名程度に増員されることになっている。
このサービスの最大の特徴である地域編集長とは、地元のタウン情報誌や「地域活性化団体」などで活動していて、いわば「地元に精通したスペシャリスト」ならではの、さまざまな情報などを発信していく。
さらにスマートフォンの機能の一つであるGPSを活用して、地域情報を出し分けることによって、お出かけ先でもお勧めのショップが、すぐにわかるといった利便性も持っている。
また、KADOKAWAが発行している雑誌の編集者による「編集コンテンツ」も合わせて提供することによって、「幅広い層の方」に対して、楽しめるサービスになっていて、「地域編集長」と「KADOKAWA 編集者」が一体となって、いわば「作り手の顔が見える『スマホ・マガジン』」を実現するとともに、編集者の視点によって「情報の取捨選択」を行うことによって、従来からある「検索サイト」や「口コミサイト」とは異なって、「信頼性が高い価値ある情報」を提供するというもの。
2014年6月16日に行われた、このサービスの発表会に登壇したKADOKAWA取締役会長の角川歴彦は、「（これまで）雑誌Walkerは5大都市を対象にしていたが、Walker47では47都道府県、地元情報誌のほとんどを網羅。KADOKAWAだからできること、地域の深い造詣を持った編集長だからこそできることのメリットを活かしたい」という想いで、このサービスを作ったことを明かした上で「2020年に開催予定の東京オリンピックでは多数の観光客が世界からやってきます。その観光客たちがどんな知識を求めているか。求められる知識をプロの編集者が収集・編集を通した、KADOKAWAだからこそできる“プレミアムコンテンツ”を発信していきたい」と挨拶。
また、このサービスを立ち上げた理由について、株式会社Walker47の代表取締役社長の岩崎孝司は、かつて自身が地域情報誌の編集を手掛けた経験から、「地域に根付いた情報のニーズは確実にあるが、ムック本などは毎年出すわけにはいかない。また、ネットでは検索すれば情報は得られるが、整理された情報は少ない。そこで、情報更新も可能なネット媒体で、地域情報を整理したサイトを立ち上げることになった」と語っている。
なお、このサービスには、かつての週刊ファミ通編集長で24年の編集経験がある、バカタール加藤こと、加藤克明と、かつての東海ウォーカー編集長で、18年の編集経験がある長瀬正明の2人が編集長を担当する。なお、なぜ、編集長が2人存在しているかについては「編集規模の大きさ」に加え、「ニュース系、エンタメ系で担当を分けている」という理由からである。
このサービスの編集長をつとめる加藤と長瀬の2人は「情報過多」「検索優位」「プロの編集者によるオリジナルコンテンツが少ない」といった、現在のインターネットの問題点に触れながら、「より編集者が取りまとめた情報を数多くの人に知ってもらいたい」と語った上で、地域編集長が取材した「地元の人しか知らないような貴重な情報」を提供していくと説明。